# ALPZA
La Asociación Latinoamericana de Parques Zoológicos y Acuarios (ALPZA) es una organización sin fines de lucro formada por 75 miembros distribuidos en más de 20 países. La oficina ejecutiva de ALPZA se encuentra establecida en Santiago, Chile.

## Historia
En enero de 1990, se llevó a cabo el Primer Congreso Panamericano de Conservación de la Vida Silvestre a través de la Educación, el evento se realizó en Caracas, Venezuela. En este encuentro participaron varios profesionales de zoológicos, fue entonces que Stuart Strahl, entonces director para Sudamérica de WCS (Wildlife Conservation Society) sugirió la idea de crear una Asociación Latinoamericana de Zoológicos y Acuarios. Meses después, un grupo de profesionales expertos en conservación que trabajaban en distintos zoológicos y acuarios de Latinoamérica, se reunieron en el Zoológico Nacional de República Dominicana, ZOODOM, donde establecieron las bases de lo que es hoy la Asociación. Crearon el acta institucional, eligieron a la primera Junta Directiva cuyo presidente fue el Dr. Alfonso Ferreira.

## Membresía
Todos los zoológicos y acuarios, asociaciones zoológicas, empresas y profesionales del área pueden ser miembros de ALPZA siempre que cumplan con los criterios solicitados por la Asociación.

## Comités
Actualmente, ALPZA está compuesta por 7 comités operativos : Acreditación y Ética, Acuarios, Bienestar Animal, Conservación , Fortalecimiento Organizacional, Manejo Cooperativo de Especies y Educación.

## Programa de Certificación ALPZA para Proyectos de Conservación
A principios de 2012, ALPZA lanzó su programa de certificación, el cual reconoce la excelencia y altos estándares de proyectos de conservación llevados a cabo por sus miembros. A la fecha, cinco proyectos han recibido este reconocimiento por parte del Comité de Conservación de ALPZA. Estos proyectos son: Proyecto Tití Gris de ACOPAZOA en Colombia, Proyecto Cóndor Andino del Zoológico de Buenos Aires en Argentina, el Programa de conservación Scinax alcatraz de la Fundación Zoológica de São Paulo en Brasil, el proyecto Reserva Natural Osununú de Fundación Temaikèn en Argentina y recientemente el Proyecto Tití enfocado a la conservación del Tití Orejas de Algodón en Colombia.

## Relaciones internacionales
ALPZA es miembro de WAZA (Asociación Mundial de Zoológicos y Acuarios).
Es también miembro EAZA (Asociación Europea de Zoológicos y Acuarios) con la cual desde 2005 comparte un Memorandum de Entendimiento.
Adicionalmente ALPZA mantiene co-membrecías y alianzas con importantes asociaciones regionales, entre ellas SZB (Sociedad de Zoológicos y Acuarios de Brasil), SPZ (Sociedad Paulista de Zoológicos), ACOPAZOA (Asociación Colombiana de Parques Zoológicos y Acuarios), AVZA (Asociación Venezolana de Zoológicos y Acuarios), AZCARM (Asociación de Zoológicos y Acuarios de México) y AIZA (Asociación Ibérica de Zoológicos y Acuarios).
ALPZA también comparte co-membrecía con ISIS (Sistema Internacional de Identificación de Especies) y trabaja en contacto con la división CBSG (Grupo de Especialistas en Conservación y Reproducción) de la UICN (Unión Internacional para la Conservación de la Naturaleza).